# Batalla de Kunersdorf
La batalla de Kunersdorf se libró el 12 de agosto de 1759 durante la guerra de los Siete Años, cerca de Kunersdorf (actual Kunowice), al este de Fráncfort del Óder, entre un ejército prusiano de 48 000 hombres mandado por Federico II y un ejército combinado de fuerzas ruso-imperiales de 80 000 hombres al mando de Piotr Saltykov. La batalla terminó con la victoria aliada. Fue la peor derrota en la carrera militar de Federico II.

## Preludio
En 1755 se produjo un acercamiento anglo-prusiano mediante el Tratado de Westminster, que era una alianza defensiva Como respuesta a esta alianza, María Teresa I de Austria consiguió atraerse a Luis XV de Francia y a la zarina Isabel a una coalición antiprusiana gracias a la acción diplomática del príncipe Wenzel Anton Graf Kaunitz. Consciente del peligro de la coalición, Federico tomó la iniciativa. El 2 de agosto de 1756 dirigió un ultimátum a Viena pidiendo la confirmación de la renuncia a Silesia. Ante la negativa austriaca, ya esperada por el prusiano, se lanzó contra Sajonia, aliada del Sacro Imperio Romano Germánico y cuyo elector era suegro del Delfín de Francia. Pero el éxito no fue el esperado y los sajones resistieron en la fortaleza de Pirna hasta dos meses después, cuando tras la derrota de un ejército imperial en la batalla de Lobositz la situación se volvió insostenible, acrecentando los deseos de ir a la guerra contra Prusia de Austria, Rusia y Francia. Ya en 1757, Federico invadió Bohemia en primavera, plantándose pronto en Praga. Sin embargo, en mayo un ejército de socorro comandado por el mariscal Browne se dirigió a Praga para levantar el asedio que sufría esta ciudad. Federico se enfrentó a él y pese a la escasez de las fuerzas prusianas venció tras un combate sangriento en el que pereció el mariscal von Schwerin, amigo del monarca.
Un mes más tarde Leopold Joseph von Daun , al frente de otro ejército austriaco, volvió a Praga para auxiliar la plaza. En la batalla de Kolin, Federico estuvo a punto de caer prisionero. Tras sufrir 14.000 bajas Federico no tuvo más remedio que abandonar Praga y regresar a Sajonia.
Tras la derrota en la batalla de Kolin y la derrota de las tropas anglo-hannoverianas en la batalla de Hastenbeck contra un ejército francés dirigido por Louis Charles César Le Tellier la situación se puso difícil para Federico. Tres ejércitos se dirigían contra él desde el sur, este y oeste. Sin embargo, en la dificultad fue donde más destacó el genio militar prusiano. El 5 de noviembre de 1757 venció a un ejército franco-imperial que amenazaba la región del Saale en la batalla de Rossbach. Un mes después, el 5 de diciembre de 1757 derrotó en Silesia a un ejército imperial en la batalla de Leuthen y el 25 de agosto de 1758 venció a un ejército ruso en la sangrienta batalla de Zorndorf. Tras estas victorias, Federico fue nuevamente derrotado por Daun en la batalla de Hochkirch en octubre de 1758.

## Movimientos previos
Federico II no tenía medios adecuados para luchar contra los grandes esfuerzos y proyectos de gran envergadura de sus enemigos con respecto a la campaña de 1759. Tuvo que dividir considerablemente sus fuerzas para poder estar en condiciones de resistir a sus enemigos por todas partes, porque, al comienzo de las hostilidades, su ejército era tan pequeño que le obligaba a actuar exclusivamente en la defensiva. Fue en esta campaña cuando los prusianos crearon la artillería a caballo, y su creación se llevó a cabo en el mes de mayo, en Landshut: este avance fue poco después imitado por todas las potencias europeas
El príncipe Enrique de Prusia se ocupó de resistir en Sajonia, Bohemia y Franconia, mientras que el General von Fouqué entró en Moravia, el 16 de abril, con el mismo fin. Hasta esta época Friedrich Wilhelm von Seydlitz había estado en Frankenstein, con la misión de mantener las comunicaciones entre el Rey y Fouqué, teniendo bajo su mando tres batallones y veintidós escuadrones, y se dirigió con ellos hacía Troppau, teniendo la fortuna de capturar un centenar de prisioneros. Como los austríacos se replegaron de Olmütz hasta más allá de Troppau, Fouqué se retiró a su campamento el día 21, sin necesidad de obtener un mayor éxito. Seydlitz, con cuatro regimientos de coraceros, se unió a la Rey allende el río Neisse
Se supo que una fuerza de Austria estaba tratando de abrirse paso hacia Kotbus y Berlín, con la intención de reunirse con los rusos al otro lado del Oder.

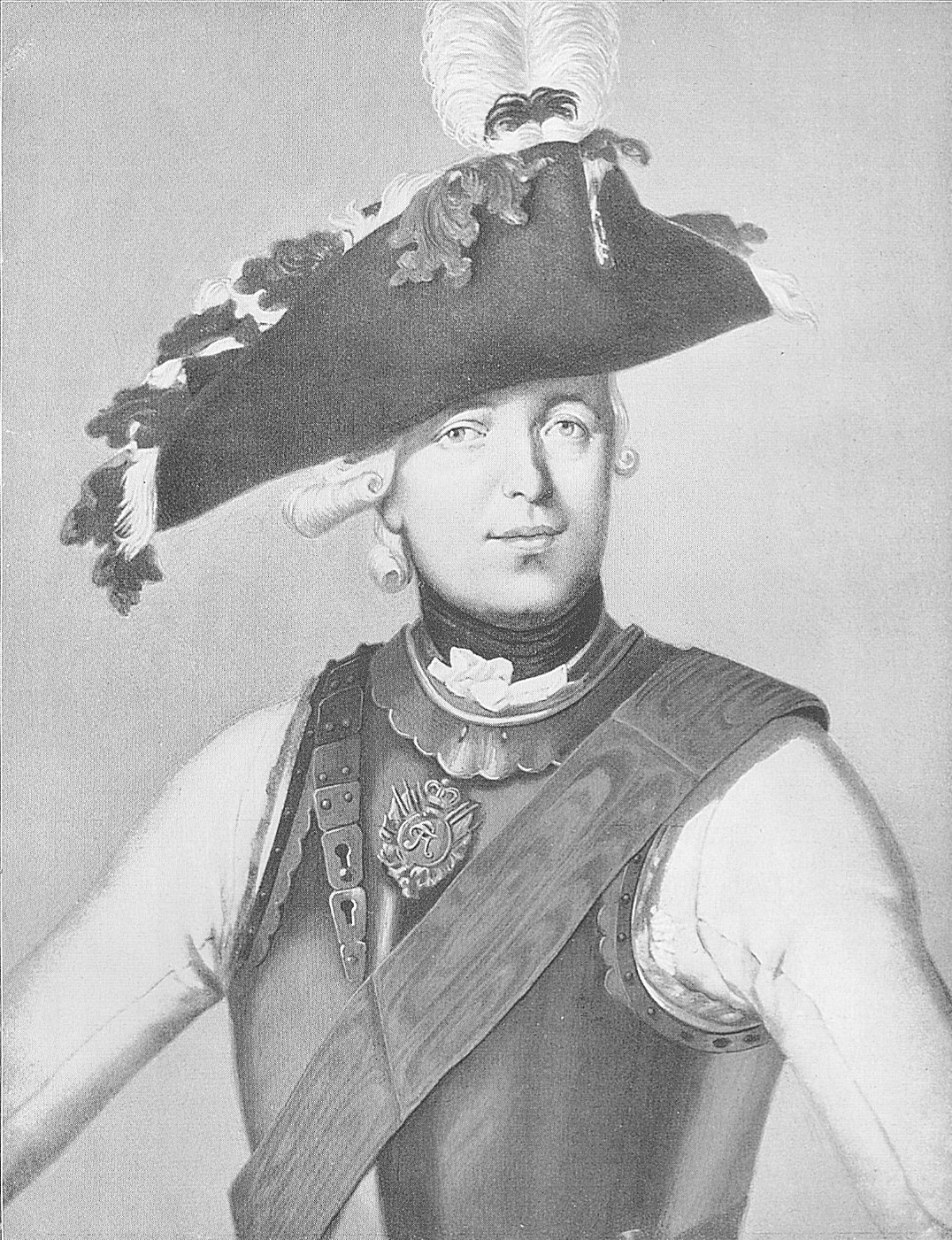
Friedrich Wilhelm von Seydlitz.

A finales de junio, el rey confió a Seydlitz la tarea de observar al enemigo, a lo cual se dedicó Seydlitz con su celo y actividad habitual. El rey fue informado de que Daun había salido de su campamento cerca de Schurz y también de que Ernst Gideon Freiherr von Laudon había marchado con una fuerza. Era evidente que los austríacos pretendían sumarse a los rusos; Federico no perdió tiempo y se colocó entre ellos. Seydlitz, al mando de la vanguardia, cruzó el río Bober el 3 de julio y se colocó cerca de Hussdorf. Al día siguiente los prusianos atacaron a la caballería de Laudon y, a pesar de su inferioridad numérica, tomaron cerca de 100 prisioneros y Laudon estuvo a punto de caer en sus manos.
El 6 de julio, Daun tomó una posición fuerte en las alturas de Mark-Lissa, y se instaló allí, mientras el rey acampaba el día 10 cerca de Schmottseiffen, manteniendo a Seydlitz y sus tropas con él.
Como los rusos, a las órdenes del mariscal de campo Piotr Saltykov, avanzaban en Silesia, y el conde Dohna, quien se oponía a ellos, no podía resistir su ataque, el rey envió allí los refuerzos, dando el mando al general von Wedell, con plena autoridad para actuar a su antojo.
El 23 de julio, el día después de su llegada, Wedell sufrió una severa derrota en la batalla de Kay, no lejos de Zullichau, y los rusos avanzaron hacia el Oder. Daun destacó 18.000 austriacos, bajo Haddik y Laudon, para mantener sus comunicaciones con Piotr Saltykov. Estos destacamentos austriacos se reunieron cerca de Guben el 1 de agosto, y alcanzaron al ejército ruso el 3 del mismo mes.
Los prusianos, que temían ver cortadas sus comunicaciones con Silesia y Sajonia, se apresuraron a luchar con los rusos. Federico II mandó llamar a su hermano el príncipe Enrique, y confiando a él el mando de la fuerza que estaba observando el mariscal Daun, avanzó rápido para ganar las orillas del Oder.
El 6 de agosto, el rey ordenó a las tropas de Wedell, que habían sido derrotadas en la última batalla, que se reuniesen con las suyas y acampó cerca de Boosen hasta el día 9, donde esperó la llegada de tropas de refresco procedentes de Sajonia al mando del general von Fink. Estas tropas se unieron debidamente, y disponiendo ahora de 48.000 hombres, Federico se creía lo suficientemente fuerte como para vencer a los ejércitos aliados de Austria y Rusia, que estaban acampados cerca Kunersdorf, en las inmediaciones de Fráncfort.

## Disposición del ejército ruso
Antes de comenzar el relato de esta batalla, conviene echar un vistazo a la posición de los rusos. En la orilla derecha del Oder se encuentra un valle, o más propiamente unas tierras bajas, causadas por el desbordamiento del río, de unos 3.000 m de ancho, cerca de Fráncfort, y que, más abajo, se abre a unas tres leguas. Esta parte del país ha sido ocupada por granjas y pueblos. Está rodeada por una cadena de alturas que se extienden a lo largo de la carretera de Kunersdorf. El Judenberg, que primero se presenta, es un grupo de varias alturas escarpadas que dominan la llanura hasta Kunersdorf. Desde este punto, el terreno es casi liso hasta la colina de Spitzberg, que se eleva a una distancia de 800 m de ese pueblo. A la derecha de Kunersdorf, regresando a Frankfurt, se halla una especie de barranco que corta transversalmente la llanura, conocido como Kuhgrund, y por lo tanto forma dos mesetas. Tres estanques de considerable tamaño dividen el pueblo, y se extienden a la izquierda hasta el bosque y, por último, un cuarto de legua en la parte trasera de Kunersdorf, se encuentra el Mühlberg, tan alto como el Judenberg, y que domina el intervalo entre estas dos elevaciones. El campo de la batalla estaba limitado por el bosque de Reppen.

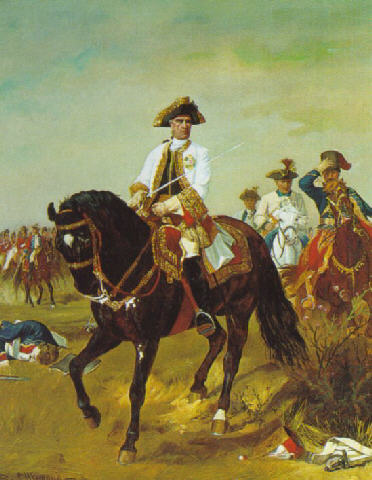
Ernst Gideon Freiherr von Laudon en la batalla de Kunersdorf. Obra de Louis Hankes.

Los rusos estaban en las alturas, con su flanco derecho situado en el Mühlberg, que estaba atrincherado, y su ala izquierda en el Judenberg, pero cuando se observó al ejército prusiano, el general ruso hizo una cambio de frente para que su flanco derecho se encontrara en el Judenberg y el ala izquierda en el Mühlberg. Cada ala estaba cubierta por trincheras y baterías formidables. Esto se aplica asimismo a la colina Spitzberg, que protegía el centro. Laudon formó la reserva, y su infantería estaba en una finca, y su caballería más en la parte posterior hacia los suburbios de Fráncfort. La caballería rusa también estaba en la llanura a la izquierda de las fuerzas austriacas. Laudon, anticipando el ataque, tomó cargo de la parte inferior formada por la última desigualdad del terreno del Judenberg.

## La batalla
El 12 de agosto, a las tres de la mañana, el ala derecha del ejército prusiano se puso en marcha con la intención de combatir con el orden de batalla ya utilizado en Leuthen y atacar por el flanco al ejército ruso, pero, por desconocimiento del terreno, las columnas se encontraron con los estanques y se vieron obligadas a volver a buscar un terreno por donde avanzar. Esta circunstancia fue muy negativa para Federico II, pues se perdió un tiempo precioso y las tropas tuvieron que soportar una larga marcha bajo un calor excesivo. A las diez de la mañana, el ejército se encontraba en posición con su izquierda situada junto al bosque y la derecha junto a un arroyo conocido como Hunerflies. Los rusos, ocupados por las manifestaciones hechas por von Fink en el ala contraria sobre las alturas de Trettin, no perturbaron este movimiento, y cuando los prusianos llegaron al borde del bosque, se limitaron a enviar a algunos cosacos a su frente, pensando que se trataba de un destacamento que había sido enviado para hacer una distracción en favor del otro ataque.

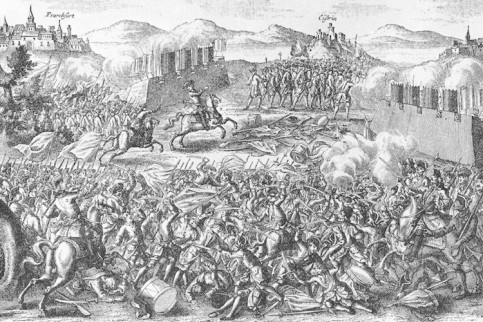
La batalla de Kunersdorf.

Junto al flanco izquierda ruso, Federico II colocó dos baterías en las alturas que mantuvieron un fuerte fuego y que causó muchas bajas en el ejército austro-ruso. Los rusos dieron respuesta con casi un centenar de cañones que estaban concentrados en su ala izquierda.
Federico II ordenó a los granaderos atacar las trincheras y baterías rusas situadas en la colina Mühlberg. El ataque se produjo en dos líneas, la primera mandada por el general Schenkendorf y la segunda por el general Linstedt. Penetraron en el valle entre el bosque y las trincheras. Las baterías rusas no hicieron fuego contra ellas hasta que se encontraban ya en la cumbre, a 150 pasos de las trincheras. Se produjo entonces una violenta lucha en la que los rusos se defendieron obstinadamente, pero al final el desorden se apoderó de ellos y los granaderos prusianos se hicieron con setenta piezas de artillería.
En el otro flanco, el general von Fink también atacó la posición rusa, después de tener éxito en la toma del cementerio de Kunersdorf.
Federico el Grande estaba deseoso por continuar el ataque y aplastar al enemigo, pero se encontró con dificultades para transportar la artillería, y la caballería no tomaba sus posiciones. De este modo la infantería prusiana, sin apoyo de la artillería ni de la caballería, se vio obligada a reagruparse y formar nuevas líneas para el ataque.
De este retraso sacaron provecho los rusos. Hicieron avanzar regimientos frescos y se colocaron en tres líneas de infantería una detrás de la otra; también se concentró toda la artillería posible en el ala izquierda. En las alturas de Judenberg, Laudon mandó que algunos regimientos austriacos marcharan para apoyar a los rusos.
Una vez colocada la artillería prusiana en posición, la infantería prusiana avanzó con el propio monarca a la cabeza. El fuego de artillería y fusilería hizo grandes estragos allí donde estaba el rey, y cuando Seydlitz le pidió que no se expusiese inútilmente al peligro Federico contestó:
“Son solo mosquitos que quieren jugar.”
Durante algún tiempo la batalla permaneció indecisa y ambas partes continuaron combatiendo con gran energía. Federico, impaciente, ordenó que la caballería de su ala izquierda atacase. La caballería fue conducida por Seydlitz y el príncipe de Wurtemberg pero se encontró con los estanques y no les pareció el lugar más indicado para la caballería.
El rey envió un despacho mandando atacar, pero Seydlitz le mandó decir que no era ni el momento ni el lugar para atacar. El rey envió una tercera misiva con un ayudante de campo en el que le ordenaba atacar. Seydlitz ya no se opuso y a la cabeza de los coraceros se lanzó contra las baterías rusas. Sin embargo, la carga fue detenida rápidamente y Seydlitz fue herido y llevado fuera del campo de batalla. Al enterarse de ello, Federico envió a un ayudante de campo para saber lo ocurrido, pero Seydlitz, enojado, le dijo, recordando la expresión usada por el Rey, que:
“Solo he sido picado por un mosquito.”
La caballería repitió el ataque varias veces, pero como debía realizarse por un lugar demasiado estrecho, todos los esfuerzos fueron en vano. Los jinetes prusianos se retiraron con grandes pérdidas, y como la caballería austro-rusa les atacase por el flanco, se pusieron en tan completa fuga que solo se reagruparon detrás de los estanques de Kunersdorf y detrás de la segunda línea de la batalla.
La infantería recibió la orden de avanzar, y por lo tanto los batallones marcharon entre las lagunas, a través de Kunersdorf. Se pusieron en orden cuando hubieron llegado al otro lado y se precipitaron con furia y determinación contra la primera batería rusa, siendo conducidos por el Rey, quien les animó con su presencia, mientras von Fink se desplegaba a la derecha y trataba de desalojar a los adversarios de las alturas de Elsbuch.
El Rey estaba decidido, si era posible, a borrar completamente el campo las fuerzas austro-rusas y asimismo tenía la intención de asaltar el Judenberg en un último esfuerzo, con lo que la victoria hubiera estado plenamente garantizada. El general von Fink ya había aconsejado al rey que era suficiente con conseguir una victoria sobre el ala izquierda del enemigo, y sugirió además que no se debía exponer a las tropas fatigadas a un nuevo ataque desesperado, ya que los rusos sin duda dejarían su posición durante la noche. Seydlitz y otros generales apoyaron esta opinión, pero el rey pensaba de otra manera y estaba ansioso por aplastar por completo a las fuerzas del enemigo.
El enemigo, por su parte, había reunido todas sus fuerzas hacia el Spitzberg, donde se envió a la infantería en cuatro y cinco líneas teniendo en cuenta la pendiente leve del terreno. Todo dependía de la captura de Kuhgrund. La infantería prusiana se lanzó a ella y trató de subir al lado opuesto, en el que Laudon había alineado a toda su infantería. El calor era excesivo, las tropas prusianas, que habían marchado y luchado durante casi diez horas, ya se habían agotado; todos sus esfuerzos para superar esta pendiente fueron en vano. La matanza fue terrible.
Sin embargo, el rey no perdió la esperanza de vencer y envió de nuevo a la carga a sus batallones que habían sido rechazados, hasta que al fin la mayor parte había caído. Las tropas de von Fink no tuvieron más fortuna en su asalto a la altura de Elsbuch y fueron derrotadas constantemente.
En esta posición, Federico envió a la caballería a atacar la infantería enemiga. El duque de Wurtemberg partió a la cabeza de varios regimientos y se dispuso a tomar Kuhgrund cuando fue gravemente herido. Sus escuadrones huían presa de un terrible fuego. El general Putkamer avanzó entonces con sus húsares, perdiendo la vida en un ataque que no tuvo ningún éxito.
Los prusianos intentaron mantener la posición, pero las tropas austriacas los rechazaron. El desorden en el ejército prusiano fue tan grande que se perdieron 175 piezas de artillería. Federico cubrió la retirada recibiendo varias heridas de bala. y estando cerca de ser capturado por los cosacos.

## Consecuencias de la batalla
En la batalla de Kunersdorf los prusianos perdieron 18.000 hombres entre heridos y muertos y unos 2.000 soldados desertaron, cerca de la mitad de las fuerzas prusianas.
Por su parte, el ejército ruso tuvo más de 16.000 bajas junto a 3.000 que tuvieron sus aliados austriacos. El general Piotr Saltykov escribió a la emperatriz que:
“Si ganó una victoria más como esta, tendré que ir con el bastón en la mano a San Petersburgo a llevar las noticias yo mismo.”
También escribió a la emperatriz, al enviar el detalle de la batalla:

“Su Majestad no debe sorprenderse ante la grandeza de nuestra pérdida. Es la costumbre del rey de Prusia vender así sus derrotas.”
Por su parte, Federico había escrito a su esposa tras hacerse con las trincheras:
“Señora, hemos echado a los rusos de sus trincheras, en dos horas espero escuchar una gloriosa victoria.”

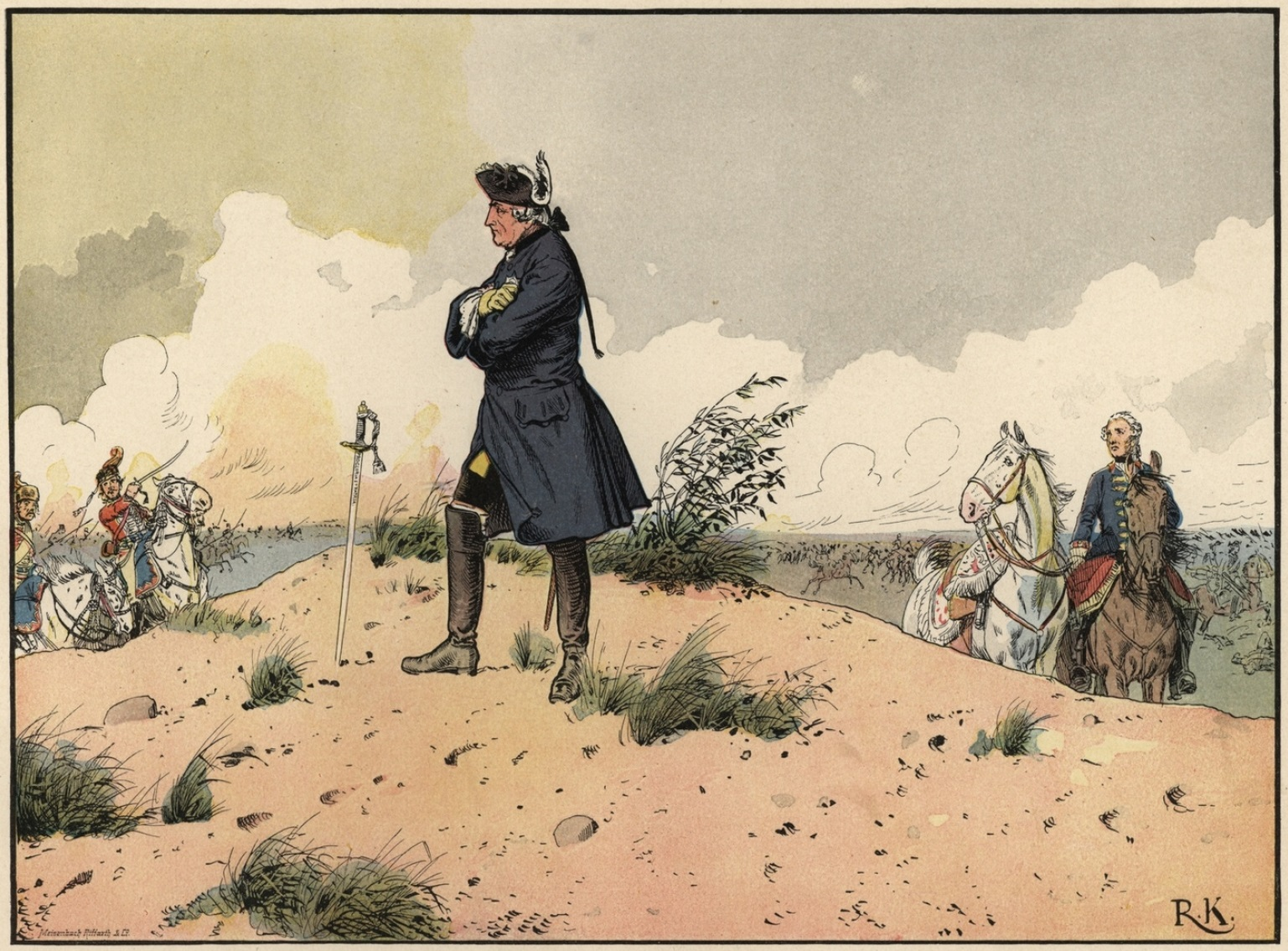
Federico II en Kunersdorf negándose a huir. Obra de Richard Knötel.

Sin embargo, más tarde mandó un mensaje muy distinto:
“Todo está perdido, estad seguros que no sobreviviré a nuestra ruina.”
En un momento de la batalla, cuando todo su ejército huía, Federico se encontraba en una pequeña colina con la espada clavada en el suelo delante de él con la intención de cumplir con lo dicho en este mensaje. Sin embargo, el capitán de caballería Ernst von Prittwitz le convenció para que emprendiera la retirada.
Federico II pasó la noche cerca de Oetscher, a 2 leguas del campo de batalla, en el mismo paraje donde había pasado la noche precedente. No tenía consigo más de 5.000 hombres. Se vio al rey por la madrugada en medio de aquella pequeña tropa, acostado sobre un poco de paja, en las ruinas de la casa de un labrador, durmiendo con tanta tranquilidad como si no hubiese tenido que temer el menor peligro. Tapaba la mitad de la cara el sombrero, tenía a su lado la espada desnuda y roncaba; a sus pies había dos ayudantes tendidos en el suelo. Un granadero montaba la guardia fuera la casa.

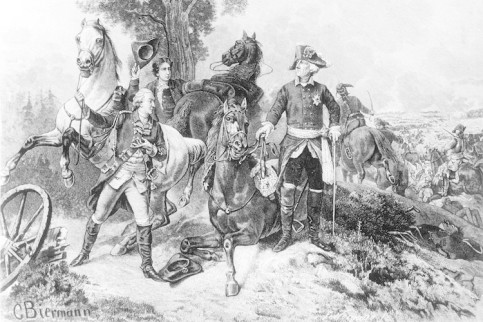
Ernst von Prittwitz convenciendo a Federico II para que emprendiera la retirada. Obra de C. Biermann.

El ejército prusiano tenía cortadas sus comunicaciones con Sajonia y Silesia. Daun estaba en la Baja Lusacia con las principales fuerzas austriacas, y tuvo una conferencia en Guben con el general Piotr Saltykov. Nada podía estorbar su unión con el ejército ruso. Cada uno de estos dos ejércitos era más fuerte que el que Federico podía oponer a ambos. Lo más natural hubiese sido que un ejército combinado cayese sobre Berlín y otro sobre Silesia, pero nada de ello sucedió.
Después de dos batallas ganadas, el general ruso creyó haber hecho bastante contra el rey de Prusia. Declaró positivamente que juzgaba que no debía exponer más en aquella campaña a su ejército debilitado. Esta conducta hizo perder a los aliados todo el fruto de la victoria. En efecto, lo que hay de más extraordinario en estas dos batallas, es que casi no influyeron en la situación política del rey. Federico pareció más temible que nunca a sus enemigos, y, sin embargo, jamás estuvo en una posición tan comprometida.
Federico, al día siguiente de su derrota, recobró el ánimo. Algunos días antes de la batalla, el duque Fernando de Brunswick envió a un oficial para anunciarle la victoria anglo-hannoveriana el 1 de agosto en la batalla de Minden contra un ejército francés. Federico dijo a este oficial que se esperase unos días para poder corresponder al duque con una noticia de la misma naturaleza. A la mañana siguiente a su derrota, viendo Federico a este oficial le dijo:
“Siento no haber podido preparar una mejor noticia al duque, pero si en tu camino no encuentras a Daun en Berlín y a De Contades en Magdeburgo, asegura al duque que de mi parte no está todo perdido.”
El temor de Federico respecto a la suerte de Berlín no se materializó. Los rusos seguían temiéndole, aún derrotado, y se mantuvieron en sus trincheras, lo que dio a Federico el tiempo para garantizar la seguridad de su capital reuniendo un ejército capaz de proteger Brandeburgo con las tropas del General Wünsch.

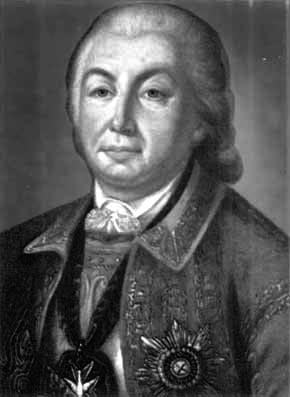
Piotr Saltykov.

## Comentarios de Napoleón sobre la batalla
Napoleón Bonaparte, gran admirador de Federico II, acusa al rey de Prusia de haber cometido dos errores. Primero, de haber dispuesto de una fuerza demasiada pequeña para esta empresa. Segundo, el haber debilitado sus fuerzas colocando parte de ellas protegiendo los puentes cerca de Reitwein.
Ante estas acusaciones se puede decir que Federico II había salido vencedor en batallas contra fuerzas dos o tres veces más numerosas que la suya. Napoleón, así mismo, venció en varias batallas con una desproporción similar. Esta crítica viene producida por el resultado final.
Ante el segundo reproche, es cierto que Federico II dejó nueve batallones cubriendo los puentes cerca de Reitwein, pues por ellos era el único lugar por donde se podía retirar el ejército prusiano. Se encontraban a tres millas del campo de batalla, de forma que un destacamento cosaco o tropas ligeras austro-rusas podían haber tomado posesión de ellos o hacerlos volar. Si no hubiese dejado tropas en los puentes y hubiese sido vencido, Federico no hubiera tenido ningún sitio por donde retirarse.